# 유혜리
유혜리(1963년 8월 15일 ~ )는 대한민국의 배우이다. 본명은 최수연으로 개명하였다.

## 학력
- 한경대학교

## 생애
친한 언니의 소개를 받아 1985년 CF 모델로 첫 데뷔를 하였고 1987년 연극배우로 데뷔하였으며 이듬해 1988년 정인엽 감독의 영화 《파리애마》를 통해 영화배우로 정식 데뷔하였다. 서구적인 체형과 외모, 관능적인 몸매로 1980년대 후반을 대표하는 섹시 배우로 주목받으며 비슷한 류의 영화의 시나리오를 동시에 12개나 받기도 하였다.
1992년에는 정인엽 감독의 《성애의 침묵》에서 실비아 크리스털과 같이 공연했다. 1990년 장선우 감독의 《우묵배미의 사랑》을 기점으로 성격파 배우로 거듭났고, 그 해 대종상 영화제 여우조연상을 수상하였으나 시상식 당일 여행을 가느라 직접 수상을 하지는 못했다. 그 후로 인기에 연연하지 않는 진정한 배우가 되겠다는 생각에 화려한 영화판 대신에 연극 무대에 본격적으로 뛰어들었다.

## 가족 관계
11살 연하의 막내 여동생 최수린도 배우로 활동하고 있다.

## 출연작

### 영화
- 1988년 《파리 애마》(감독 정인엽) - 오해리 역
- 1989년 《오늘 여자》(감독 박철수)
- 1990년 《우묵배미의 사랑》(감독 장선우) - 새댁 역
- 1991년 《여자는 추억 속에 집을 짓는다》(감독 하주택) - 지숙 역
- 1992년 《스물일곱송이 장미》(감독 신승수) - 조경자 역
- 1992년 《성애의 침묵》(감독 정인엽) - 혜련 역
- 1992년 《째즈빠 히로시마》(감독 강구택) - 주희 역
- 1993년 《아담이 눈뜰 때》(감독 김호선) - 여화가 역
- 1995년 《꼬리치는 남자》(감독 허동우) - 김실장 역
- 2002년 《철없는 아내와 파란만장한 남편 그리고 태권소녀》(감독 이무영) - 안마사 역

### 드라마
- 1992년 KBS2 미니시리즈 《적색지대》 ... 우 여사 역
- 1994년 MBC 아침드라마 《천국의 나그네》 ... 남희 역
- 1995년 KBS2 아침드라마 《길》 ... 최계주 역
- 1996년 KBS2 신년특집극 《아버지》
- 1996년 KBS1 일일연속극 《사랑할때까지》 ... 오영진 역
- 1996년 KBS2 미니시리즈 《컬러》〈제3화 회색이 아름다운 이유〉
- 1996년 MBC 주간연속극 《간이역》
- 1997년 MBC 주말연속극 《예스터데이》
- 1997년 KBS2 미니시리즈 《질주》
- 1997년 SBS 드라마스페셜 《모델》
- 2000년 SBS 아침연속극 《착한 남자》 ... 나낙심 역
- 2001년 KBS1 TV소설 《매화연가》 ... 태서관 마담 용녀 역
- 2001년 KBS1 TV소설 《새엄마》 ... 오 마담 역
- 2001년 MBC 월화드라마 《홍국영》 ... 화완옹주 역
- 2002년 KBS2 단막극 《드라마시티 - 강아지를 찾습니다》 ... 영선 역
- 2002년 MBC 일일연속극 《인어 아가씨》 ... 유혜리 역
- 2003년 MBC 소설극장 《성녀와 마녀》 ... 오국주 역
- 2004년 SBS 드라마스페셜 《섬마을 선생님》 ... 구멍가게 주인 민영선 역
- 2004년 KBS1 일일연속극 《금쪽같은 내 새끼》 ... 마담 역
- 2005년 SBS 월화드라마 《패션70s》
- 2005년 SBS 청소년드라마 《달려라 고등어》 ... 이사장 역
- 2005년 KBS2 월화드라마 《이 죽일 놈의 사랑》 ... 박자경 역
- 2006년 KBS2 아침드라마 《아줌마가 간다》 ... 고금화 역
- 2008년 MBC 아침드라마 《흔들리지마》 ... 채정희 역
- 2008년 KBS1 일일연속극 《너는 내 운명》 ... 정미옥 역
- 2009년 KBS2 수목드라마 《미워도 다시 한 번 2009》 ... 표세림 역
- 2009년 MBC 수목미니시리즈 《신데렐라맨》 ... 오선영 역
- 2010년 MBC 월화미니시리즈 《역전의 여왕》 ... 구용식의 모 역
- 2011년 SBS 월화드라마 《천일의 약속》
- 2012년 tvN 아침드라마 《노란 복수초》 ... 장민자 역
- 2012년 KBS2 월화드라마 《사랑비》 ... 중년 백혜정 역
- 2013년 tvN 아침드라마 《미친 사랑》 ... 허명자 역
- 2013년 SBS 주말 특별기획 드라마 《출생의 비밀》 ... 조 여사 역
- 2014년 JTBC 일일연속극 《귀부인》 ... 황명순 역
- 2014년 SBS 아침연속극 《나만의 당신》 ... 오광자 역
- 2015년 KBS1 일일연속극 《우리집 꿀단지》 ... 이미달 역
- 2016년 MBC 일일특별기획 《황금주머니》 ... 사귀정 역

### 연극
- 게팅 아웃
- 열개의 인디언 인형
- 짜장면

## 수상 경력
- 1990년 대종상 여우조연상 《우묵배미의 사랑》

## 기타
- 배우 활동을 시작하면서 부친의 눈을 피해 활동하기 위해 '유혜리'라는 예명을 사용하였다. 데뷔 직후 언론에 본명을 병기하기도 했는데, 이조차도 후에 언급할 '동생의 본명'을 사용하였을 정도로 조심스럽게 연예계 생활을 시작하였다.